# Pelgulinn
Pelgulinn is een subdistrict of wijk (Estisch: asum) binnen het stadsdistrict Põhja-Tallinn in Tallinn, de hoofdstad van Estland. De ‘buren’ van de wijk zijn vanaf het noorden met de wijzers van de klok mee: Karjamaa, Kalamaja, Kelmiküla, Lilleküla, Merimetsa, Pelguranna en Sitsi.
De wijk had 15.436 inwoners op 1 januari 2020.

## Geschiedenis

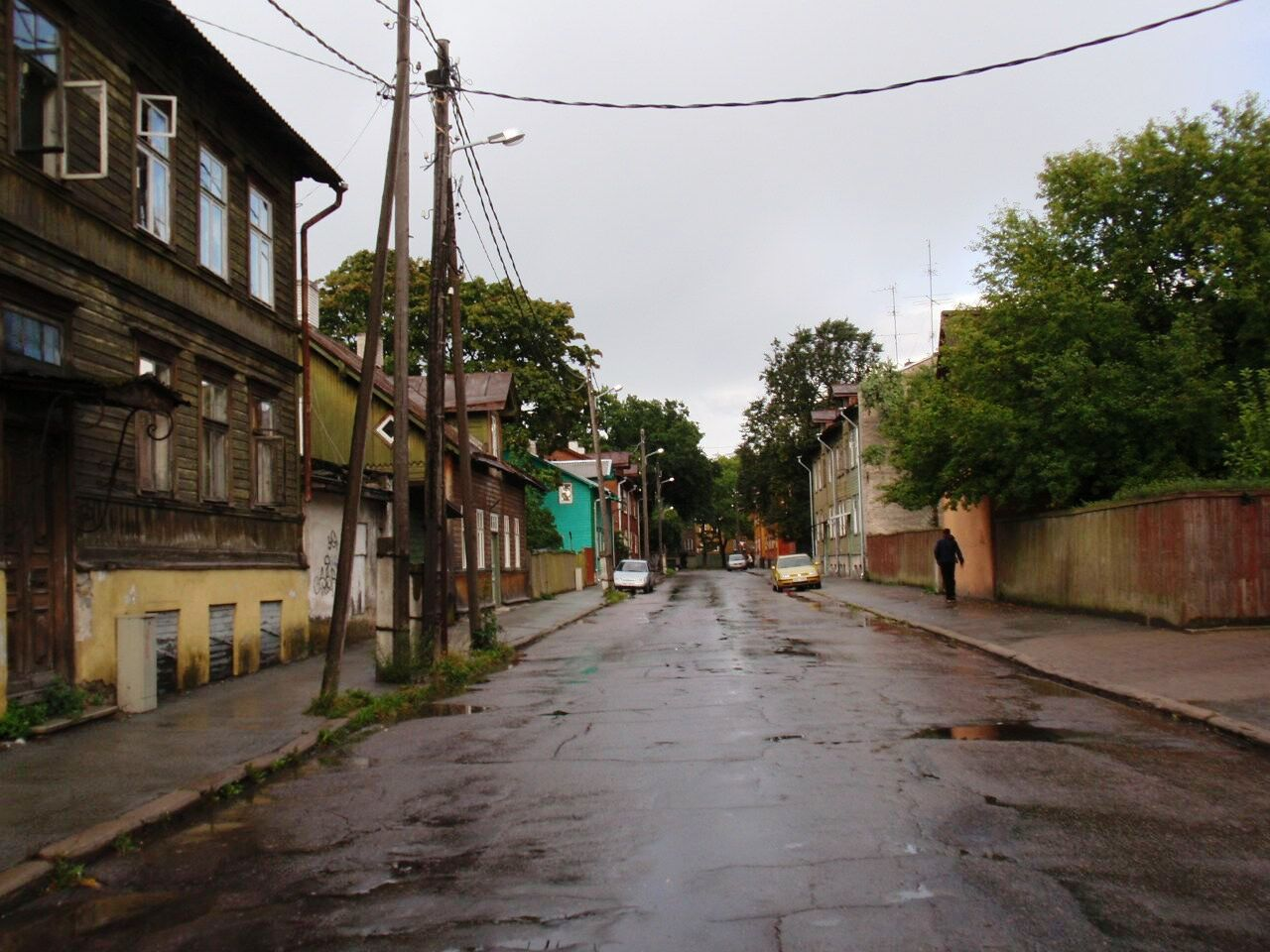
Een van de oudste straten in Pelgulinn, de Härjapea tänav

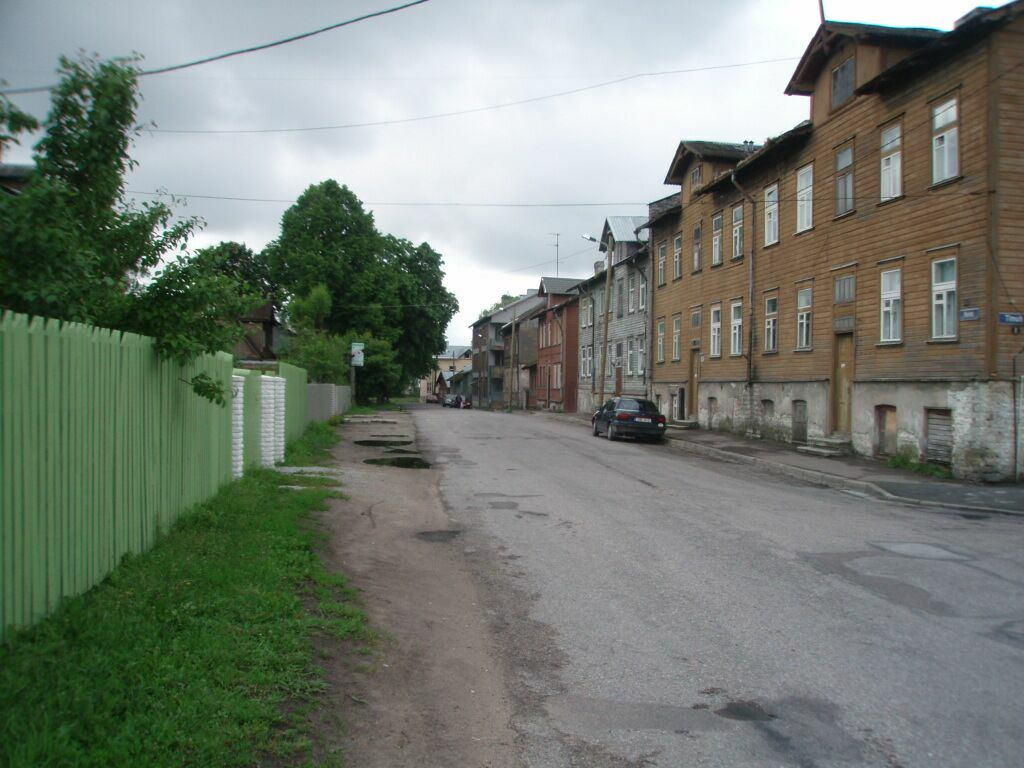
Houten arbeidershuizen aan de Heina tänav

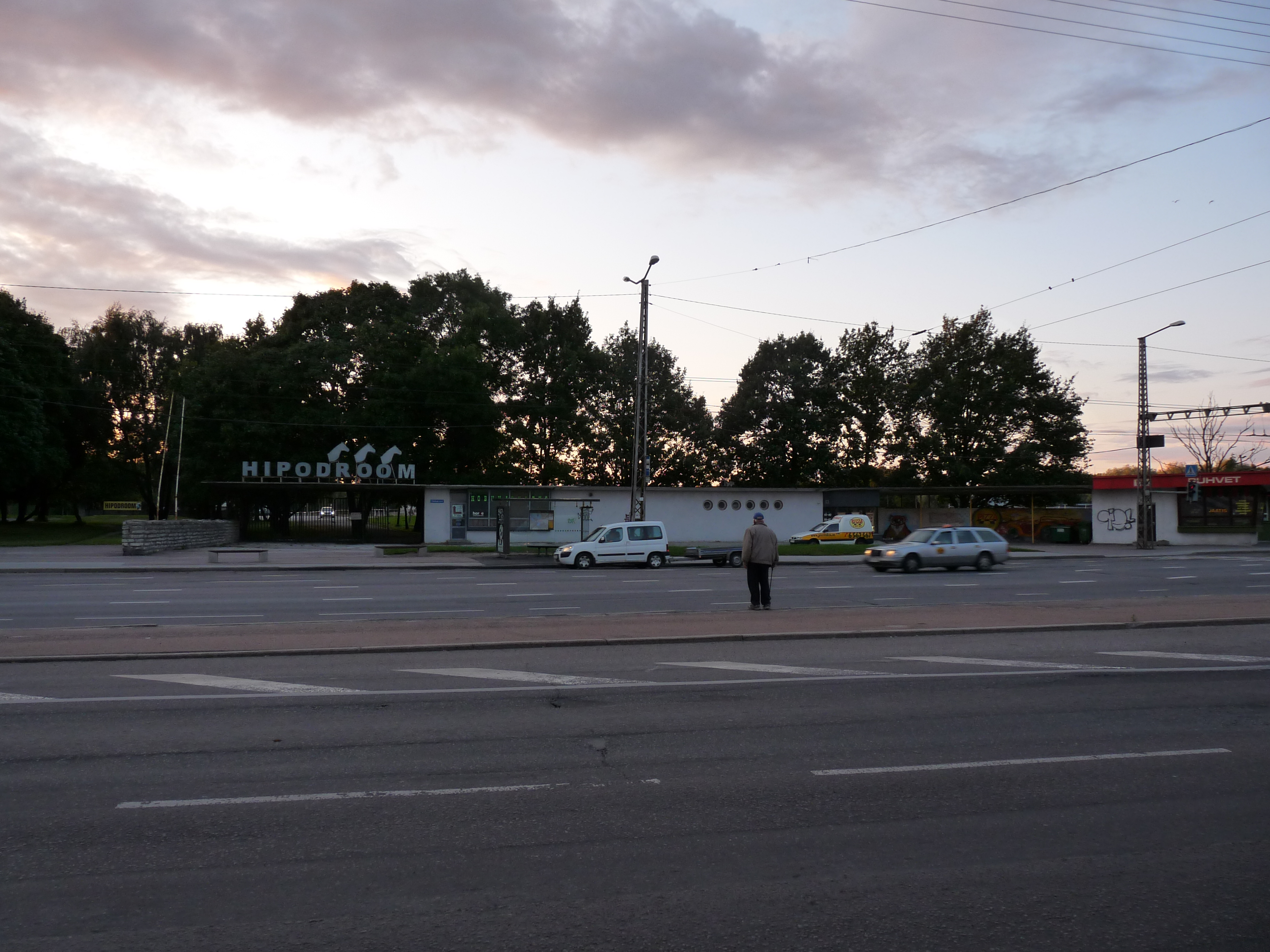
Ingang van de renbaan

Pelgulinn bestond tot in de 19e eeuw uit bos en weidegrond. Het gebied was een vrijplaats voor criminelen wie de grond in het centrum van Tallinn te heet onder de voeten werd. De naam betekent ‘schuilstad’. Hetzelfde gold trouwens voor Pelguranna (‘schuilstrand’), de wijk ten noordwesten van Pelgulinn.
Op het eind van de 19e eeuw werden overal in de wijk houten arbeiderswoningen neergezet. De huizen waren vooral bedoeld voor mensen die betrokken waren bij de aanleg en exploitatie van de spoorlijnen van Tallinn naar Paldiski en Sint-Petersburg. Het Baltische station, gesticht in 1870, ligt in de aangrenzende wijk Kelmiküla. In Pelgulinn werden een depot en een werkplaats voor locomotieven ingericht. De wijk heeft nog steeds een goederenstation, Kopli Kaubajaam geheten, naar de Kopli tänav, de weg waaraan het ligt. Later kwamen er ook enkele fabrieken bij die geen relatie hadden met het spoor.
Ook in de jaren twintig en dertig van de 20e eeuw werden nog steeds voornamelijk houten arbeiderswoningen gebouwd. Doorgaans hebben de huizen twee verdiepingen en zijn ze in het bezit van een kelder en een dakkapel. In deze tijd werden ook enkele flats gebouwd, tot vier verdiepingen hoog. In 1925 werd een woonblok neergezet dat alleen bedoeld was voor gemeenteambtenaren. 
Na de Tweede Wereldoorlog kwamen er nog wat flats bij, maar de meeste nieuwe gebouwen hadden toch de functie van overheidsgebouw.

## Faciliteiten
Tussen 1936 en 1939 werd de Bethelkerk (Estisch: Peeteli kirik) gebouwd. Het ontwerp is van de Duits-Baltische architect Eugen Sacharias (1906-2002). Het gebouw was tussen 1962 en 1991 in gebruik als filmstudio. Sinds 1993 worden er weer kerkdiensten gehouden.
De wijk heeft ook een middelbare school, het Pelgulinna Gümnaasium, dat gebouwd is tussen 1958 en 1963.
In de zuidwesthoek van de wijk ligt de paardenrenbaan Tallinna Hipodroom. Deze is aangelegd in 1923.

## Vervoer
De weg Paldiski maantee vormt de grens tussen Pelgulinn en Lilleküla. De Kopli tänav is de weg die de grens vormt tussen de wijken Pelgulinn en Kalamaja. Over die weg lopen de tramlijnen 1 van Kopli naar Kadriorg en 2 van Kopli naar Ülemiste.
De wijk wordt ook bediend door een aantal buslijnen. Vroeger kwamen er ook trolleybussen door de wijk, maar in 2016 en 2017 werden die vervangen door dieselbussen.